# Huzama Habayeb
Huzama Habayeb (àrab: حُزَامَة حَبَيِب, Ḥuzāma Ḥabāyib) (Kuwait, 4 de juny de 1974) és una novel·lista, periodista, traductora i poeta palestina que ha guanyat molts premis, com ara el Premi de Mahmoud Seif Eddin Al-Erani per a històries curtes i en el Festival de la Joventut de Jerusalem el d'Innovació en històries curtes. En graduar-se en la Universitat de Kuwait al 1987 en llengua anglesa i literatura, seguí la carrera de periodisme, ensenyament i traducció abans d'escriure professionalment com a autora. És membre de l'Associació d'Escriptors Jordans i de la Federació d'Escriptors Àrabs.

## Ocupació
Abans d'escriure com a professió, Habayeb havia treballat en diferents camps. Primer en periodisme a Kuwait i com a mestra i traductora fins a traslladar-se a Jordània. Però fins i tot després d'aconseguir el reconeixement com a escriptora eminent, optà per continuar en el periodisme i la traducció. Ha traduït llibres de l'anglès a l'àrab.

## Carrera literària
Els escrits d'Habayeb són sobretot de ficció. Els tres gèneres literaris principals que inclou la seua bibliografia són poesia, contes i novel·les.

### Poesia
Tot i que Habayeb és una escriptora en prosa, el seu començament fou en poesia, particularment el vers lliure. Al 1990, publicà una col·lecció de catorze poemes de versos lliures amb el títol Imatges, en el número 23 de la revista An-Naqid, una revista amb seu a Londres.
El treball de poesia més notable d'Habayeb és un recull de poesia anomenat Mendicitat, publicat al 2009 per l'Institut Àrab de Recerca i Publicació, que és l'editorial que ha publicat la majoria de les seues obres.
El que més ha contribuït a la fama d'Habayeb és la història curta, que culminà al 1992 quan rebé el seu primer premi al Festival d'Innovació Juvenil en Històries Curtes de Jerusalem per la seua col·lecció The Man Who Recurs (لرجل الذي يتكرر) publicat per AIRP. Després de la publicació de la seua segona col·lecció de contes, The Faraway Apples (التفاحات البعيدة) al 1994 per Al-Karmel Publishing House, l'Associació d'Escriptors Jordans li atorgà el segon premi de conte curt, Premi Mahmoud Seif Eddin Al-Erani.

### Novel·les
Després de quatre reeixides col·leccions de contes curts, Habayeb escrigué la primera novel·la, The Origin of Love (أصل الهوى), publicada al 2007. La novel·la provocà una tempesta per l'abundància de contingut sexual; la novel·la es prohibí a Jordània, on s'havia imprés, segons una directiva del Departament de Premsa i Publicacions. En un programa transmés pel canal de televisió noruec NRK2, Habayeb abordà el llenguatge explícitament sexual i eròtic al qual recorre ocasionalment en els seus escrits emfasitzant que «hem de posar-ho com és».Quan li preguntaren en una entrevista en el diari Al Ghad el 28 de novembre de 2008 sobre la seua opinió sobre la decisió de la prohibició, Habayeb digué: 
| « | la retòrica dels mitjans es vanta del suport a les llibertats públiques -i per damunt la llibertat d'expressió i escriptura- però la realitat diu que hi ha una total falta de tolerància intel·lectual i determinació per imposar un setge al pensament, limitar la llibertat i fabricar tabús amb falsos pretexts, derivats del fet que implica imposar una cultura de por i subjecció al sistema i les institucions oficials culturals. […] la de pornografia» no és l'autèntica raó de la decisió de prohibició, i el Departament de Premsa i Publicacions no me n'ha proporcionat encara una raó directa i sincera. | » |
| — | |   |

Quatre anys després, es publica la segona novel·la d'Habayeb, Before the Queen Falls Asleep (قبل أن تنام الملكة). La novel·la, amb l'aclamació de la crítica, es considerà «un salt quàntic» en la seua escriptura, aconseguí l'èxit. En el canal de televisió Sharjah a l'octubre de 2013, Huzama Habayeb afirmà que «aquesta novel·la, dins del marc narratiu, i sense classificació o consideració a la lectura interpretativa o crítica, és la història d'una dona que explica la seua història a la seua filla que està a punt d'estudiar a l'estranger».